# كسر داخل المفصل

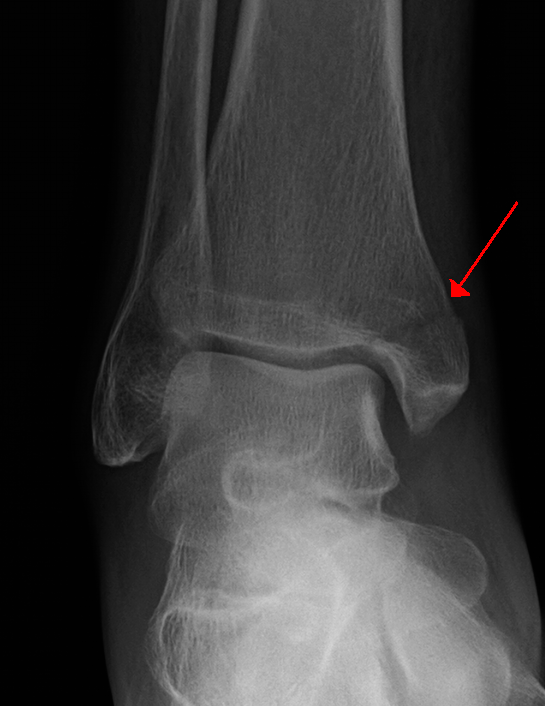
مثال لكسر داخل المفصل من الكعب الإنسي يمتد في المفصل الكاحلي الساقي.

الكسر داخل المفصل هو كسر عظمي يعبر فيه الكسر إلى سطح مفصل. هذا يؤدي دائمًا إلى تلف الغضروف. خطر الإصابة بمضاعفات طويلة الأجل اعلى مقارنة بالكسور خارج المفصل، مثل التهاب المفاصل التالي للصدمة.  تتضمن اعتبارات العلاج استعادة سلامة سطح المفاصل والحفاظ على محاذاة المفصل واستقراره.